# Lies and Truth
"Lies and Truth" é o sétimo single da banda japonesa L'Arc~en~Ciel, lançado em 21 de novembro de 1996. Atingiu a 6ª posição na Oricon Singles Chart. Foi relançado em 30 de agosto de 2006. Foi o último single com o baterista Sakura, que deixou a banda após ser preso por posse ilegal de heroína.

## Faixas
Todas as letras escritas por Hyde, todas as músicas compostas por Ken.
| N.º            | Título                               | Duração |  |
| 1.             | "Lies and Truth"                     | 5:27    |  |
| 2.             | "Sai wa Nagerareta" (賽は投げられた) | 4:10    |  |
| 3.             | "Lies and Truth" (Hydeless Version)  | 5:25    |  |
| Duração total: | Duração total:                       | 15:04   |  |

## Ficha técnica
- Hyde – vocais
- Ken – guitarra
- Tetsu – baixo
- Sakura – bateria

## Desempenho
| Parada (1996) | Melhor posição |
| ------------- | -------------- |
| Oricon        | 6              |